# Hilltop, Texas
Hilltop là một nơi ấn định cho điều tra dân số (CDP) thuộc quận Frio, tiểu bang Texas, Hoa Kỳ. Năm 2010, dân số của nơi này là 287 người.